# Sévérin Quenum
Séverin Maxime Quenum, né en novembre 1962 à Glazoué, est un homme politique béninois. Entre 2018 et 2023, il est Garde des Sceaux, ministre de la Justice et de la Législation du Bénin. 

## Biographie

### Carrière
Le 23 mai 2021, il est nommé membre du gouvernement de Patrice Talon.
Le 17 avril 2023, après un remaniement ministériel, Maxime Sévérin Quenum quitte son poste de ministre de la justice et de la législation et de Garde des Sceaux,.